# حكومة ظل

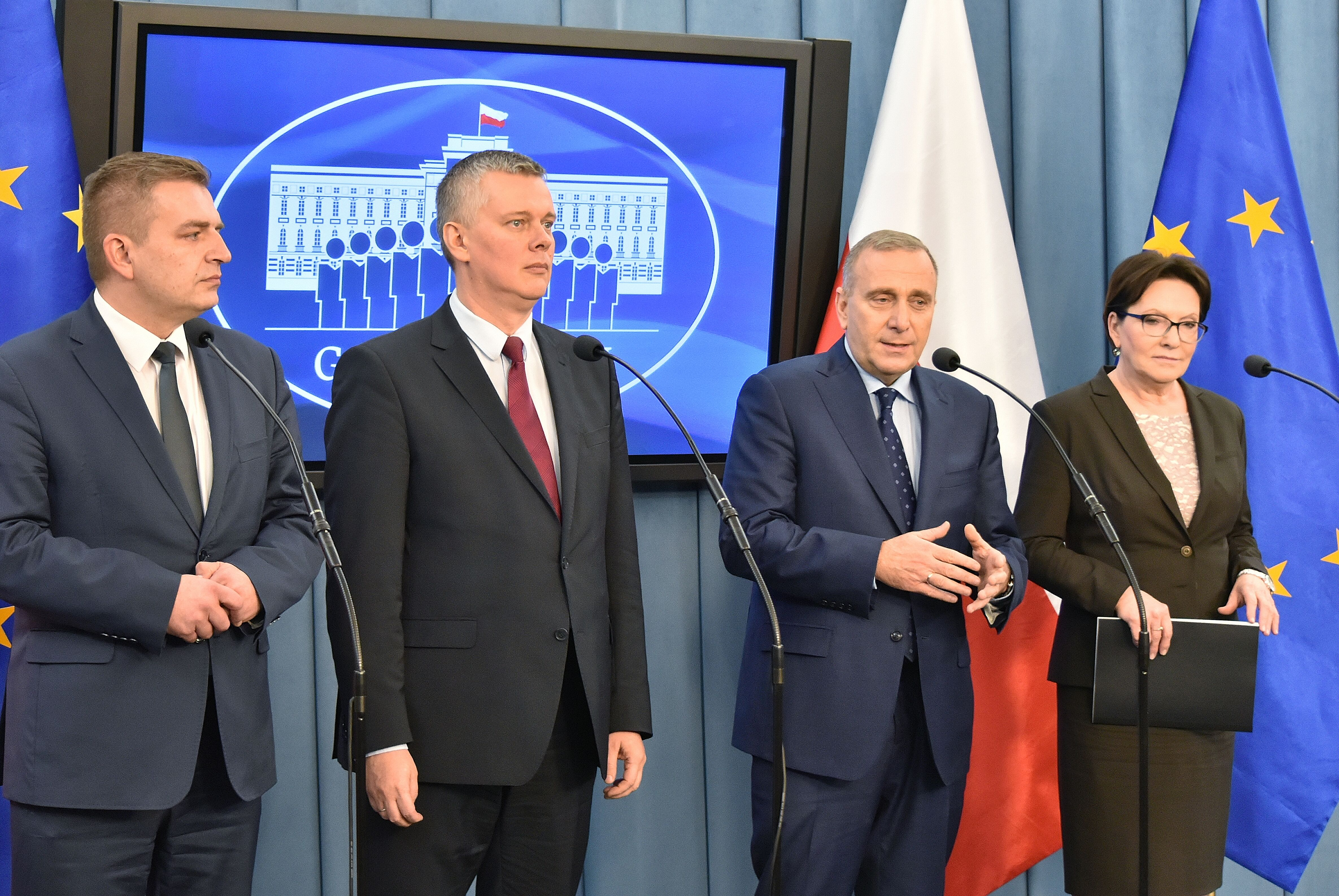

حكومة ظل أو حكومة الظل وتعرف في بريطانيا بالمعارضة الوفية، هي حكومة غير موجودة على الخريطة التنفيذية ومهمتها توجيه النقد للحكومة القائمة على رأس عملها. تشكل من قبل حزب غير مشارك في الحكومة التنفيذية وذلك في حالة سقوط الحكومة تكون هذه الحكومة جاهزة لتكليفها من قبل رئيس الجمهورية أو الملك وعادة ما تكون من الحزب الثاني في البلد، مثل ان يشكل الجمهوريون حكومة ظل في عهد الحزب الديمقراطي الأمريكي، أو حكومة ظل للمحافظين في عهد حزب العمال.

## تاريخ
لا يعرف تاريخ محدد لظهور مصطلح حكومة الظل، إلا أن المصطلح ظهر في أواخر القرن ال19 في بريطانيا؛ حيث اعتاد أعضاء الحكومة المهزومة في الانتخابات الاجتماع لقيادة المعارضة ضد الحكومة الجديدة، وفي الخمسينيات من القرن الماضي أصبحت حكومة الظل جزءا أساسيا من العملية السياسية في بريطانيا.
ويطلق على حكومة الظل في بريطانيا وكندا وأستراليا، «المعارضة الوفية لجلالتها» -في إشارة إلى الملكة "إليزابيث"- نظرا لأن وظيفة تلك الحكومة هو معارضة الحكومة الموجودة في الحكم، وليس التساؤل حول شرعية الحاكم في الحكم، وبالتالي شرعية الحكومة، في حين يطلق على تلك الحكومة في دول أخرى مثل نيوزيلندا، اسم «المعارضة البرلمانية».

## مفهوم
يعرف مصطلح «حكومة الظل» بأنه عبارة عن «حكومة غير رسمية ودون قوة فعلية، تضم أعضاء من الأحزاب المعارضة للحزب الموجود بالسلطة، وتعمل على توجيه النقد للحكومة الحالية، وتوفير منظور مختلف للسياسات التي تنفذها الحكومة الفعلية». وتعمل تلك الحكومة على أن تظهر نفسها كبديل للحكومة الفعلية في بعد الانتخابات المقبلة، وعادة ما يكونها أكبر الأحزاب المعارضة.

### تشكيل
غالبا ما تتشكل «حكومة الظل» من أكبر الأحزاب المعارضة في الدولة، وتضم أعضاء من الحزب، يمثلون كافة الحقائب الوزارية، يعملون على نقد تصرفات الحكومة الفعلية، واقتراح سياسات بديلة لسياستها، بما يجذب أفراد الشعب لها، ويساعدها في الانتخابات المقبلة.
بريطانيا على سبيل المثال، يشكل فيها حزب العمال «حكومة الظل»؛ حيث أعلن أد ميليباند، في 8 تشرين الأول 2010 بعد هزيمة حزبه في الانتخابات بيوم عن «حكومة ظل»، يترأسها هو، وتضم أعضاء من حزب العمال كنظراء للوزراء الحاليين في السلطة، تم اختيارهم بواسطة انتخابات داخلية بالحزب، وفي حالة سقوط حكومة حزب المحافظين ونجاح حزب العمال في الانتخابات تتحول حكومة الظل إلى السلطة الفعلية.
وتنتشر صيغة «حكومة الظل» في العديد من الدول مثل بريطانيا واليابان وبولندا، فضلا عن وجودها في إسرائيل وجزر البهاما ورومانيا وأسكتلندا وأوكرانيا وسلوفينيا وجنوب أفريقيا وفرنسا وكوسوفو وأستراليا وإيطاليا وعدة دول أخرى. 
ولابد من الإشارة إلى أنها صورة سامية من صور الديمقراطية، وتجنب تهميش الآخر، وتدفع الحياة السياسية إلى الأمام، وتدفع جميع الأطراف إلى العمل من أجل خير أوطانهم، وطبعاً لن توجد حكومات ظل في الدكتاتوريات.

## قائمة حكومات الظل في العالم

### إسرائيل
- كاديما (تسيبي ليفني)

### اليابان
- الحزب الليبرالي الديمقراطي الياباني (ساداكازو تانيغاكي)

### مصر
- حزب الغد (أيمن نور)
- حزب الوفد (السيد بدوي)
- العراق تاسس حكومة الظل عن طريق المعارضة البرلمانية البنائة بقيادة الخبير الوطني ورئيس تجمع الفاو زاخو ووزير النقل السابق عامر عبدالجبار اسماعيل بعد ان تيقنو فشل الحكومة بتادية عملها

## وصلات خارجية
- موقع دوت مصر